# Wczoraj, dziś, jutro
Wczoraj, dziś, jutro (wł. Ieri, oggi, domani) – włosko-francuski film komediowy o epizodycznej strukturze z 1963 roku w reżyserii Vittoria De Siki. Fabułę tworzą trzy osobne segmenty o parach z trzech różnych zakątków Włoch: "Adelina z Neapolu", "Anna z Mediolanu", "Mara z Rzymu". W każdym z nich w rolach głównych występują Sophia Loren i Marcello Mastroianni. Scenariusz do epizodu mediolańskiego powstał na kanwie opowiadania Alberta Moravii.
W 1964 roku film był oficjalnym włoskim kandydatem do rywalizacji o 37. rozdanie Oscara w kategorii najlepszego filmu nieanglojęzycznego, którego ostatecznie zdobył.

## Obsada
- Sophia Loren – Adelina Sbaratti / Anna Molteni / Mara
- Marcello Mastroianni – Carmine Sbaratti / Renzo / Augusto Rusconi
- Aldo Giuffrè – Pasquale Nardella (segment "Adelina")
- Agostino Salvietti – dr Verace (segment "Adelina")
- Lino Mattera – Amedeo Scapece (segment "Adelina")
- Tecla Scarano – siostra Veracego (segment "Adelina")
- Silvia Monelli – Elivira Nardella (segment "Adelina")
- Carlo Croccolo – licytator (segment "Adelina")
- Pasquale Cennamo – komendant policji (segment "Adelina")
- Tonino Cianci – Antonio Cianci (segment "Adelina")
- Armando Trovajoli – Giorgio Ferrario (segment "Anna")
- Tina Pica – babcia Ferrario (segment "Mara")
- Gianni Ridolfi – Umberto (segment "Mara")
- Gennaro Di Gregorio – dziadek (segment "Mara")[3]

## Produkcja
Zdjęcia kręcono w Neapolu i Ercolano (segment "Adelina"); Mediolanie, Cinisello Balsamo, Lainate oraz w Busto Arsizio w prowincji Varese (segment "Anna"); w Rzymie (segment "Mara").

## Nagrody i nominacje
Nagrody David di Donatello (1964)
- Najlepsza produkcja
- Najlepszy aktor (Marcello Mastroianni)
- Najlepsza aktorka (Sophia Loren)

Nagrody BAFTA (1965)
- Najlepszy aktor (Marcello Mastroianni)

Oscary (1965):
- Najlepszy film nieanglojęzyczny